# Медведев, Феликс Николаевич
Феликс Николаевич Медведев (род. 22 июня 1941, Москва) — советский и российский журналист и писатель.

## Биография
Феликс Партош родился 22 июня 1941 года в Москве. В годы Великой Отечественной войны жил в эвакуации в городе Ревда Свердловской области. До 8-го класса Феликс носил фамилию Партош, затем взял фамилию отчима.
Ещё школьником дебютировал как журналист, взяв интервью у Маршала Советского Союза К. А. Мерецкова.
Окончил редакторский факультет Московского полиграфического института. Служил в рядах Советской армии.
В 1959 году во Владимире, на совещании молодых писателей познакомился с поэтом Андреем Вознесенским. В 1967 году был на IV съезде Союза писателей.
Работал в городе Покров (Владимирская область). Хранил письмо А.И. Солженицына к делегатам IV съезда писателей. Об этом стало известно в КГБ и Феликс переехал вместе с женой Ларисой в Курган, где жили её родители и брат. Работал в газете «Советское Зауралье».
С 1973 года работал редактором в издательстве «Советский писатель».
В 1975—1990 годах работал в журнале «Огонёк», где заведовал отделом поэзии, печатался в газете «Книжное обозрение» и других советских СМИ.
C 1987 по 1991 год вёл популярную телепередачу «Зеленая лампа», которая снималась в его квартире на Покровке. Был ведущим телепередачи «Парижские диалоги» на телеканале «Культура». Работал заведующим отделом русского зарубежья журнала «Родина», на Радио «Свобода».
В постсоветский период печатался, в частности, в таких изданиях, как журнал «Огонёк», газеты «Вечерняя Москва», «Версия», «Вечерний клуб», «Парламентская газета», «Экспресс-газета» и др.
Наиболее известен как мастер интервью: среди известных личностей, с которыми Медведев в разное время беседовал, — Михаил Горбачёв, Нина Берберова, Евгений Евтушенко, Белла Ахмадулина, Чингиз Айтматов, Иосиф Бродский, Габриэль Гарсиа Маркес, Жорж Сименон, Франсуаза Саган, Курт Воннегут, Жаклин Кеннеди, Грета Гарбо, Мирей Матьё, Ив Сен-Лоран, Зинаида Шаховская, Андрей Синявский, Илья Глазунов, Эдуард Лимонов, Джуна Давиташвили, Анри Труайя, Артур Миллер, Расул Гамзатов, Екатерина Мещерская, Василий Шульгин, Эрнст Неизвестный, Александр Коржаков, Владимир Крючков, Борис Березовский, представители Императорского дома Романовых в разных странах мира; Медведеву принадлежало первое в советской печати интервью с вдовой Николая Бухарина Анной Лариной. По словам самого Медведева,

Настоящий интервьюер, простите меня за нескромность, это не только человек широкой информированности, определенной культуры, в хорошем смысле амбициозный, ещё он должен быть тонким психологом и, я бы сказал, почти экстрасенсом. Одним словом, чтобы человек перед тобой раскрылся, ему должно быть интересно общаться с тобой, и поэтому ты должен быть не только на одном с ним уровне, но и выше его. <…> Я, к примеру, готовясь к встрече со своим героем, перепалываю свою библиотеку, архив, ища биографический материал о нём. А главное — я всегда волнуюсь. Любая встреча-интервью с человеком, которого я знаю пусть и много лет, для меня — очередной экзамен, <…> хождение по минному полю.

Из интервью и статей Медведева составлен ряд опубликованных сборников.
Среди других работ Медведева — фотоальбом «Генсек и фотограф» (2006), составленный из фотографий Леонида Брежнева, выполненных Владимиром Мусаэльяном.
В январе 2008 года был задержан по подозрению в вымогательстве крупной суммы у предпринимателя Олега Дерипаски.
Член Союза журналистов СССР с 1964 года, член Союза писателей России, в КПСС не состоял.

## Награды
Лауреат премии Союза журналистов СССР (1987), лауреат премий журналов «Москва», «Огонёк», газеты «Вечерний клуб» и др.

## Семья
Мать — Татьяна Ивановна Ахапкина, из села Головино Владимирской области.
Отец — Андрэ (Банды, Андрей) Партош, венгр, в 1922 году ребёнком приехавший в Советский Союз вместе со своим отцом и братьями; после войны развёлся с женой и вернулся в Венгрию.
Дед Золтан Партош (венг. Pártos Zoltán) получил медицинское образование, перевёл на венгерский язык несколько произведений Зигмунда Фрейда, в 1916 г. выпустил книгу стихов социалистической направленности, затем был активистом Коминтерна, а после переезда в Москву работал врачом.
Отчим — Николай Александрович Медведев, учитель истории.
Жена — Лариса. Сын — Кирилл Медведев (род. 19 июня 1975 года) — деятель левого движения, поэт, переводчик, издатель.

## Увлечения
- Библиофил, его коллекция «Первая книга поэта» имела всесоюзную известность.
- С конца 1980-х, игра за рулеточным столом. На собственном опыте написал воспевающие романтику азартных игр романы «Игрок-2» и «Мемуары из казино «САВОЙ»[16]. В 1997 году журналисты утверждали, что Медведев — «одна из самый крупных жертв игорного азарта»[17], а сумма его долгов превышает $1 млн[17].